# Norops wermuthi
Norops wermuthi este o specie de șopârle din genul Norops, familia Polychrotidae, descrisă de Jörn Köhler și Obermeier 1998. Conform Catalogue of Life specia Norops wermuthi nu are subspecii cunoscute.